# Leon Trani
Leon Trani (ur. ?, zm. w październiku 1966 w Manili) – filipiński bokser, uczestnik igrzysk olimpijskich 1948 w Londynie. Reprezentował swój kraj w wadze piórkowej. Jedyną walkę (przegraną) stoczył w 1/32 finału z Aleksy Antkiewicz.